# Radom (Illinois)
Radom es una villa ubicada en el condado de Washington en el estado estadounidense de Illinois. En el Censo de 2010 tenía una población de 220 habitantes y una densidad poblacional de 81,6 personas por km².

## Geografía
Radom se encuentra ubicada en las coordenadas 38°16′47″N 89°11′32″O / 38.27972, -89.19222. Según la Oficina del Censo de los Estados Unidos, Radom tiene una superficie total de 2.7 km², de la cual 2.7 km² corresponden a tierra firme y (0%) 0 km² es agua.

## Demografía
Según el censo de 2010, había 220 personas residiendo en Radom. La densidad de población era de 81,6 hab./km². De los 220 habitantes, Radom estaba compuesto por el 100% blancos, el 0% eran afroamericanos, el 0% eran amerindios, el 0% eran asiáticos, el 0% eran isleños del Pacífico, el 0% eran de otras razas y el 0% pertenecían a dos o más razas. Del total de la población el 0.91% eran hispanos o latinos de cualquier raza.